# Brittany MacLean
Brittany MacLean (Mississauga, 3 maart 1994) is een Canadese zwemster. Ze vertegenwoordigde haar vaderland op de Olympische Zomerspelen 2012 in Londen en op de Olympische Zomerspelen 2016 in Rio de Janeiro. MacLean is de jongere zus van zwemster Heather MacLean.

## Carrière
Bij haar internationale debuut, op de wereldkampioenschappen zwemmen 2011 in Shanghai, eindigde MacLean samen met Barbara Jardin, Julia Wilkinson en Samantha Cheverton als zevende op de 4x200 meter vrije slag.
Tijdens de Olympische Zomerspelen van 2012 in Londen eindigde de Canadese als zevende op de 400 meter vrije slag, op de 4x200 meter vrije slag eindigde ze samen met Barbara Jardin, Samantha Cheverton en Amanda Reason op de vierde plaats.
Op de wereldkampioenschappen zwemmen 2013 in Barcelona eindigde MacLean samen met Samantha Cheverton, Barbara Jardin en Savannah King als zesde op de 4x200 meter vrije slag.
In Glasgow nam de Canadese deel aan de Gemenebestspelen 2014. Op dit toernooi veroverde ze de bronzen medaille op de 800 meter vrije slag en eindigde ze als vijfde op zowel de 200 als de 400 meter vrije slag. Op 4x200 meter vrije slag legde ze samen met Samantha Cheverton, Alyson Ackman en Emily Overholt beslag op de zilveren medaille. Tijdens de Pan-Pacifische kampioenschappen zwemmen 2014 in Gold Coast behaalde MacLean de bronzen medaille op zowel de 800 als de 1500 meter vrije slag, op de 400 meter vrije slag eindigde ze op de vierde plaats. Samen met Samantha Cheverton, Alyson Ackman en Emily Overholt sleepte ze de bronzen medaille in de wacht op de 4x200 meter vrije slag.
Op de Pan-Amerikaanse Spelen 2015 in Toronto eindigde de Canadese als vierde op de 800 meter vrije slag. Op 4x200 meter vrije slag legde ze samen met Emily Overholt, Katerine Savard en Alyson Ackman beslag op de bronzen medaille.
In Rio de Janeiro nam MacLean deel aan de Olympische Zomerspelen van 2016. Op dit toernooi eindigde ze als vijfde op de 400 meter vrije slag, daarnaast werd ze uitgeschakeld in de halve finales van de 200 meter vrije slag en in de series van de 800 meter vrije slag. Samen met Katerine Savard, Taylor Ruck en Penelope Oleksiak veroverde ze de bronzen medaille op de 4x200 meter vrije slag.

## Internationale toernooien
| Jaar | Olympische Spelen                                                                  | WK langebaan         | WK kortebaan  | PanPacs                                                                          | Gemenebestspelen                                                              | Pan-Ams                                |
| ---- | ---------------------------------------------------------------------------------- | -------------------- | ------------- | -------------------------------------------------------------------------------- | ----------------------------------------------------------------------------- | -------------------------------------- |
| 2011 |                                                                                    | 7e 4x200m vrije slag |               |                                                                                  |                                                                               |                                        |
| 2012 | 7e 400m vrije slag 4e 4x200m vrije slag                                            |                      | geen deelname |                                                                                  |                                                                               |                                        |
| 2013 |                                                                                    | 6e 4x200m vrije slag |               |                                                                                  |                                                                               |                                        |
| 2014 |                                                                                    |                      | geen deelname | 4e 400m vrije slag · 800m vrije slag · 1500 meter vrije slag · 4x200m vrije slag | 5e 200m vrije slag · 5e 400m vrije slag · 800m vrije slag · 4x200m vrije slag |                                        |
| 2015 |                                                                                    | geen deelname        |               |                                                                                  |                                                                               | 4e 800m vrije slag · 4x200m vrije slag |
| 2016 | 10e 200m vrije slag · 5e 400m vrije slag · 10e 800m vrije slag · 4x200m vrije slag |                      | 6-11 december |                                                                                  |                                                                               |                                        |

## Persoonlijke records
Bijgewerkt tot en met 7 april 2016
Kortebaan
| Afstand          | Tijd     | Datum            | Plaats    |
| ---------------- | -------- | ---------------- | --------- |
| 200m vrije slag  | 01.57,48 | 25 februari 2011 | Nepean    |
| 400m vrije slag  | 04.07,87 | 18 februari 2012 | Gatineau  |
| 800m vrije slag  | 08.26,97 | 20 januari 2012  | Etobicoke |
| 1500m vrije slag | 16.18,66 | 24 februari 2011 | Nepean    |

Langebaan
| Afstand          | Tijd     | Datum            | Plaats         |
| ---------------- | -------- | ---------------- | -------------- |
| 200m vrije slag  | 01.56,94 | 7 april 2016     | Toronto        |
| 400m vrije slag  | 04.03,43 | 7 augustus 2016  | Rio de Janeiro |
| 800m vrije slag  | 08.20,02 | 21 augustus 2014 | Gold Coast     |
| 1500m vrije slag | 15.57,15 | 24 augustus 2014 | Gold Coast     |